# Lua de Morais
Lua Clara de Morais Córdoba (Brasilia, 5 de septiembre de 1980) es una cantante, poeta, dramaturga y actriz brasileña radicada en Chile. Es conocida principalmente por su participación en el programa de talentos de Televisión Nacional de Chile Rojo Internacional en 2005 y su carrera como cantante.

## Biografía

### Infancia
Lua de Morais nació en Brasilia en 1980, es hija del poeta y escritor brasileño Menezes y Morais y de la profesora Rosane Córdoba. Tras el matrimonio de su madre con el ciudadano argentino, Carlos Córdoba, se traslada a este país donde se cría junto a sus siete hermanos. Es precisamente la influencia de su padrastro como músico, la que despierta en ella una gran pasión por este arte que, sin embargo, comienza a desarrollar más profundamente después de su fallecimiento en 1992.

### Carrera
En 1998 visita Chile y decide quedarse un tiempo. Al año y medio se casa, y forma su familia comenzando ahí también su carrera artística. En sus más de 15 años de trayectoria ha grabado seis discos, siendo tres de su autoría: Puedes soñar (2009), gracias a que se hizo merecedora de un Fondart en 2008, Creo en mí (2012) y Viento (2015). 
También, en 2006, participó en el doblaje de la versión estadounidense de Hi-5, donde prestó su voz a Karla Cheatham-Mosley.
En 2011 ingresa a estudiar Actuación y Comunicación Escénica en la Universidad Nacional Andrés Bello, titulándose en 2014. Durante 2015 lanza su primer libro de poesía y pensamientos, "Nua"; que dio pie a su primera experiencia en la dramaturgia como autora de "Siete: actitud femenina", obra de teatro musical estrenada en diciembre de 2016. Durante este mismo año lanza de manera independiente Wonderful World -Volúmenes I, II y III.
De Morais también cuenta con una extensa experiencia en televisión. Llega en 2005 a la versión internacional del popular programa de Televisión Nacional de Chile Rojo Fama Contra Fama. Dos años más tarde estuvo en el programa Cantando por un sueño de Canal 13, en el estelar de farándula Primer Plano (2007-2008) y en Así Somos de La Red (2008).
En 2014 entra a un nuevo estelar de televisión, esta vez en Mi nombre es de Canal 13 y al año siguiente en Parece Mentira de Canal HV.

## Discografía
- Puedes soñar (2009) (Fondart 2008)
- Creo en mí (2012)
- As Cançoes da Fazenda Vol.I (2014)
- Cançoes do Zoo (2014)
- Cançoes da Fazenda Vol.III (2014)
- As Cançoes de Rondas 3D (2015)
- Viento (2015)
- Wonderful World Vol. I, II & II (2016)
- Seven (2017)

Para niños:
- Cançoes de Rondas 2D (2014)
- Cançoes do Zoo 2 (2014)
- As Cançoes de María Elena Walsh (2014)
- Yupi Cuqui (2021)

## Premios y nominaciones
| Año  | Trabajo nominado | Premio         | Categoría                | Resultado |
| ---- | ---------------- | -------------- | ------------------------ | --------- |
| 2015 | Lua de Morais    | Premios Pulsar | Mejor Artista Balada Pop | Nominada  |
| 2008 | Puedes soñar     | Fondart        | Disco                    | Ganadora  |